# Ванкуверский морской музей
Ванкуверский морской музей (англ. Vancouver Maritime Museum) — морской музей, посвященный морской истории Ванкувера, Британской Колумбии и Канадской Арктики.

## История
Музей основан в 1959 году. Старейший морской музей Канады и один из лучших музеев на морскую тематику на западе Северной Америки. Изюминкой коллекции музея является шхуна «St. Roch», принадлежавшая Королевской конной полиции и первой обогнувшая всю Северную Америку, пройдя через Панамский канал и Северо-Западный проход.
В коллекции также находится исследовательское подводное судно NASA «Ben Franklin (PX-15)». Представлены рисованные карты, принадлежавшие Джеймсу Куку, и множество моделей судов, выполненных из различных материалов — бумаги, картона, кости.

## Галерея фотографий
- Ванкуверский морской музей ночью
- Шхуна «St. Roch»
- Шхуна «St. Roch»
- Исследовательское подводное судно NASA «Ben Franklin (PX-15)»